# Saleh Soliman
Saleh Mohammed Soliman (arabisch صالح محمد سليمان, DMG Ṣāliḥ Muḥammad Sulaimān; * 24. Juni 1916 in Tanta; † unbekannt) war ein ägyptischer Gewichtheber. 
Soliman nahm an den Olympischen Sommerspielen 1936 in Berlin teil, bei denen er im Federgewicht mit einem Ergebnis von 305 Kilogramm im Zweikampf die Silbermedaille gewann.